# Sammy Morgan
Samuel John Morgan (ur. 3 grudnia 1946 w Belfaście) – piłkarz brytyjski, pochodzący z Irlandii Północnej. Jeden z trenerów w zespole z Ipswich.

## Kariera
W reprezentacji swojego kraju wystąpił 18 razy, zdobywając 3 gole. W karierze występował w takich klubach jak Port Vale, Aston Villa, Brighton, Cambridge. Później przeniósł się do Holandii, gdzie grał w Sparcie Rotterdam i FC Groningen. Po zakończeniu sportowej kariery był trenerem lokalnego klubu Gorleston United oraz trenerem młodzików zespołu Norwich. W styczniu 1998 jako kierownik ds. młodzieży w Norwich, otrzymał pozwolenie od UEFA pozwolenia na założenie w klubie własnej akademii piłkarskich. Od roku 2002 pracuje w klubie Ipswich Town.